# Campaea olivata
Campaea olivata är en fjärilsart som beskrevs av Burrau 1950. Campaea olivata ingår i släktet Campaea och familjen mätare. Inga underarter finns listade i Catalogue of Life.